# 寄切り若様
『寄切り若様』（よりきりわかさま）は、1961年に公開された弘津三男監督の日本映画。

## スタッフ
以下のスタッフ名はKINENOTEに従った。
- 監督 - 弘津三男
- 企画 - 八尋大和
- 脚本 - 吉田哲郎
- 撮影 - 竹村康和
- 音楽 - 渡辺浦人
- 美術 - 神田孝一郎
- 録音 - 海原幸夫
- 照明 - 島崎一二
- 編集 - 谷口孝司

## キャスト
以下の出演者名と役名はKINENOTEに従った。
- 三田村元 - 松平陽之介
- 中村豊 - リャンコの半次
- 鶴見丈二 - 英次郎
- 小桜純子 - 富士姫
- 尾崎和枝 - あや
- 富士川博子 - 雪路
- 近藤美恵子 - スッポンのお滝
- 小堀阿吉雄 - 土井伊勢守
- 十一代目 嵐三右衛門 - 甘田忠太夫
- 尾上栄五郎 - 江川内膳正
- 木村玄 - 兵藤一馬
- 南条新太郎 - 将軍
- 羅門光三郎 - あばたの駒蔵
- 橘公子 - 菊之
- 見明凡太朗 - 武蔵屋庄兵衛
- 横山文彦 - 茶店の老爺
- 玉置一恵 - 用人堺十兵衛
- 加賀美健一 - 与吉
- 竹谷俊彦 - 侍
- 村田京三 - 供侍
- 大丸智太郎 - 五郎八

## 同時上映
- 『誰よりも誰よりも君を愛す』